# Teresa Stadlober
Teresa Stadlober, née le 1er février 1993, est une fondeuse autrichienne. Spécialiste des courses de distance, elle monte sur ses premiers podiums individuels dans l'élite en 2018 à l'occasion du Tour de ski.

## Biographie
Membre du club SC Sparkasse Radstadt-Salzburg, elle fait ses débuts dans la Coupe OPA lors de la saison 2008-2009. En 2010, elle dispute ses premiers Championnats du monde junior et gagne sa première course FIS. Aux Championnats du monde junior 2012, à Erzurum, elle arrive notamment sixième du skiathlon.
Lors des Championnats du monde junior 2013 à Liberec, elle termine deuxième du cinq kilomètres libre derrière l'Allemande Victoria Carl, puis elle remporte le dix kilomètres skiathlon en devançant les Russes  Nadezhda Shuniaeva et Alisa Zhambalova. Le mois suivant, elle participe aux mondiaux de Val di Fiemme où elle participe au skiathlon et au dix kilomètres libre, terminant respectivement 29e et 26e, et au relais quatre fois cinq kilomètres où l'Autriche termine à la onzième place.
C'est lors de la saison 2013-2014 qu'elle prend son premier départ sur une épreuve de coupe du monde, lors d'un sprint à Kuusamo. Cette épreuve fait partie du Nordic Opening, mini-ski où elle termine 62e du classement général. Elle participe ensuite au tour de ski, compétition sont elle termine à la 27e place. Dixième du dix kilomètres classique des mondiaux moins de 23 ans 2014 à Val di Fiemme, elle termine troisième du skiathlon remporté par la Norvégienne Martine Ek Hagen devant sa compatriote Ragnhild Haga. Elle participe à quatre épreuves des Jeux olympiques d'hiver de 2014, le skiathlon où elle termine 36e, le relais terminé à la douzième place, le Team sprint, associée à Katerina Smutna, où elles finissent huitième et le trente kilomètres où elle finit 20e.
Elle commence sa saison 2014-2015 par le Nordig Opening où elle termine à la 33e place du classement final. Après deux courses à Davos, dont une seizième place sur un dix kilomètres classique, elle s'aligne sur le tour de ski. C'est lors du dix kilomètres classique départ en ligne disputé à Val di Fiemme qu'elle obtient son meilleur résultat, une sixième place. Elle termine ensuite avec le treizième temps de la montée finale de l'Alpe Cermis pour franchir la ligne d'arrivée en dixième position. Après deux coures à Rybinsk, ont une douzième place su skiathlon, elle participe aux mondiaux de Falun. 21e du skiathlon, elle termine ensuite 25e du dix kilomètres et termine sa compétition par treizième place du trente kilomètres classique. Sa saison de coupe du monde se termine par 29e place du trente kilomètres libre d'Oslo. Elle se révèle comme l'une des révélations de la saison en terminant deuxième derrière Stina Nilsson du classement U23, moins de 23 ans et 28e du classement général de la coupe du monde.
Elle commence sa saison suivante en course FIS en Finlande, obtenant une victoire sur un dix kilomètres classique. Pour le début de la coupe du monde, lors du Bordic Opening disputé à Ruka, elle termine à la 32e position du classement général. Elle obtient un Top 10 en terminant neuvième du skiathlon de Lillehammer. Lors du tour de ski, elle termine à la huitième place d'un quinze kilomètres classique départ en ligne à Lenzerheide. Dixième à Toblach sur un cinq kilomètres libre, elle termine le lendemain à la huitième place du dix kilomètres classique de Val di Fiemme. Elle termine à la onzième place de cette édition remportée par Therese Johaug. Elle obtient un nouveau Top 10 avec une dixième place du dix kilomètres libre de Falun, disputé en départ en ligne. Sur le Ski Tour Canada, elle obtient son meilleur résultat sur le dix kilomètres libre de Canmore, terminant ensuite à la 18e position du classement final. 19e du classement général de la coupe du monde, elle termine troisième du classement des moins de 23 ans derrière Stina Nilsson et Nathalie von Siebenthal.
Après une 26e place à Ruka pour l'ouverture de la coupe du monde, elle termine quinzième du Nordic Opening de Lillehammer. Quinzième à Davos, elle termine sixième à La Clusaz d'un dix kilomètres départ en ligne disputé en style classique. Lors du tour de ski, elle obtient une quinzième place du skiathlon d'Oberstdorf. Elle obtient aussi une cinquième place à Val di Fiemme sur dix kilomètres classique départ en ligne. Elle termine finalement le tour de ski à la neuvième place. Lors des mondiaux de Lahti, elle termine sixième du skiathlon, puis douzième du dix kilomètres. Lors de la dernière course, le trente kilomètres, elle termine à la huitième place. Elle termine quatorzième de Finales, disputées au Québec. Elle continue sa progression en obtenant la douzième place du classement général de la coupe du monde.
Elle commence sa saison 2017-2018 par une victoire lors du cinq kilomètres classique de Saariselka en course FIS. Pour ses débuts en coupe du monde, elle obtient la cinquième place du dix kilomètres, puis termine finalement sixième du Ruka Triple avec un quatrième temps de la poursuite libre qui clôture le mini-tour. Elle obtient une nouvelle sixième place à Lillehammer sur un skiathlon avant de finir cinquième à Davos sur un dix kilomètres libre. Lors du tour de ski, elle obtient une septième place du dix kilomètres libre, départ en ligne, puis termine à la troisième place à Val di Fiemme sur une nouvelle mass-start mais en style classique, devancée par Heidi Weng et la Finlandaise Krista Pärmäkoski, se positionnant ainsi en cinquième position du classement général de l'épreuve avant la montée finale de l'Alpe Cermis,. Lors de celle-ci, elle réalise le deuxième temps pour terminer en cinquième position au classement final. À Planica, lors d'un individuel de dix kilomètres en style classique, elle prend la quatrième place, derrière Krista Pärmäkoski, Charlotte Kalla et Heidi Weng. Lors de la dernière course avant les Jeux olympiques, elle obtient une sixième place du dix kilomètres départ en ligne de Seefeld, remporté par Jessica Diggins.
Aux Jeux olympiques de Pyeongchang, Stadlober finit dans le top dix lors de chaque course individuelle qu'elle dispute : neuvième du dix kilomètres libre, septième du skiathlon et neuvième du trente kilomètres classique.
Aux Championnats du monde 2019 qui ont lieu à Seefeld, dans son pays, elle collectionne deux huitièmes places au dix kilomètres classique et au trente kilomètres libre.
En janvier 2020, après avoir signé de multiples résultats dans le top dix cette saison, l'Autrichienne parvient à monter sur son premier podium dans une épreuve de Coupe du monde à part entière avec une troisième place au skiathlon d'Oberstdorf, obtenue à l'issue d'un sprint contre Ingvild Flugstad Østberg (2e) et Ebba Andersson (4e). Elle prend la dixième place du classement général cet hiver.
En 2021, aussi à Oberstdorf, à l'occasion des Championnats du monde, elle enregistre ses meilleurs résultats lors de mondiaux avec une quatrième place au skiathlon et une cinquième place au trente kilomètres classique.
Aux Jeux olympiques d'hiver de 2022, elle remporte la médaille de bronze du skiathlon derrière la Norvégienne Therese Johaug et la Russe Natalia Nepryaeva.

## Vie privée
Elle est la fille du fondeur Alois Stadlober et de la skieuse alpine Roswitha Steiner et sœur de Luis Stadlober, aussi fondeur.

## Palmarès

### Jeux olympiques d'hiver
| Épreuve / Édition   | Sprint                           | Sprint                           | 10 km                            | 10 km                            | Skiathlon 2 × 7,5 km                | 30 km | Relais | Relais   |
| Épreuve / Édition   | libre                            | classique                        | libre                            | classique                        | Skiathlon 2 × 7,5 km                | 30 km | Sprint | 4 × 5 km |
| JO 2014 Sotchi      | —                                | Épreuve inexistante à cette date | Épreuve inexistante à cette date | —                                | 37e                                 | 20e   | 9e     | 13e      |
| JO 2018 Pyeongchang | Épreuve inexistante à cette date | —                                | 9e                               | Épreuve inexistante à cette date | 7e                                  | 9e    | 14e    | —        |
| JO 2022 Pékin       |                                  |                                  |                                  |                                  | Médaille de bronze, Jeux olympiques |       |        |          |

Légende :
- : pas d'épreuve
- — : Non disputée par Teresa Stadlober

### Championnats du monde
| Épreuve / Édition           | Sprint                           | Sprint                           | 10 km                            | 10 km                            | Skiathlon 2 × 7,5 km | 30 km | Relais | Relais   |
| Épreuve / Édition           | libre                            | classique                        | libre                            | classique                        | Skiathlon 2 × 7,5 km | 30 km | sprint | 4 x 5 km |
| Mondiaux 2013 Val di Fiemme | Épreuve inexistante à cette date | —                                | 26e                              | Épreuve inexistante à cette date | 29e                  | —     | —      | 11e      |
| Mondiaux 2015 Falun         | Épreuve inexistante à cette date | —                                | 25e                              | Épreuve inexistante à cette date | 21e                  | 13e   | —      | —        |
| Mondiaux 2017 Lahti         | —                                | Épreuve inexistante à cette date | Épreuve inexistante à cette date | 12e                              | 6e                   | 8e    | —      | —        |
| Mondiaux 2019 Seefeld       | —                                | Épreuve inexistante à cette date | Épreuve inexistante à cette date | 8e                               | —                    | 8e    | —      | —        |
| Mondiaux 2021 Oberstdorf    | Épreuve inexistante à cette date | —                                | 9e                               | Épreuve inexistante à cette date | 4e                   | 5e    | —      | —        |

Légende :
- : pas d'épreuve
- — : Non disputée par Teresa Stadlober

### Coupe du monde
- Meilleur classement général : 8e en 2018.
- 2 podiums individuel : 2 troisièmes places.
- 3 podiums dans des étapes de tour : 2 deuxièmes places et 1 troisième place.

#### Classements en Coupe du monde
| Saison / Épreuve | Saison / Épreuve | Général | Général | Distance | Distance | Sprint | Sprint | Tour de ski depuis 2007 | Finales 2008-2014, 3017 Ski Tour Canada (2016) | Nordic Opening depuis 2011 |
| ---------------- | ---------------- | ------- | ------- | -------- | -------- | ------ | ------ | ----------------------- | ---------------------------------------------- | -------------------------- |
| Saison / Épreuve | Saison / Épreuve | Class.  | Points  | Class.   | Points   | Class. | Points | Tour de ski depuis 2007 | Finales 2008-2014, 3017 Ski Tour Canada (2016) | Nordic Opening depuis 2011 |
| 2013-2014        | 2013-2014        | 72e     | 47      | 54e      | 31       | -      | -      | 27e                     | —                                              | 62e                        |
| 2014-2015        | 2014-2015        | 28e     | 247     | 26e      | 143      | -      | -      | 10e                     | Épreuve inexistante à cette date               | 33e                        |
| 2015-2016        | 2015-2016        | 19e     | 486     | 15e      | 330      | -      | -      | 11e                     | 18e                                            | 27e                        |
| 2016-2017        | 2016-2017        | 12e     | 532     | 11e      | 348      | -      | -      | 9e                      | 14e                                            | 15e                        |
| 2017-2018        | 2017-2018        | 8e      | 888     | 7e       | 592      | -      | -      | 5e                      | 14e                                            | 6e                         |
| 2018-2019        | 2018-2019        | 22e     | 340     | 12e      | 264      | -      | -      | Abandon                 | 29e                                            | 7e                         |
| 2019-2020        | 2019-2020        | 10e     | 793     | 9e       | 520      | 65e    | 11     | 6e                      | Épreuve inexistante à cette date               | 16e                        |
| 2020-2021        | 2020-2021        | 14e     | 455     | 11e      | 306      | 80e    | 3      | 9e                      | Épreuve inexistante à cette date               | 16e                        |

### Championnats du monde junior etmoins de 23 ans
Teresa_Stadlober compte trois médailles lors des mondiaux chez les jeunes, l'or du skiathlon et l'argent du cinq kilomètres des Championnats du monde junior 2013 à Liberec et la médaille de bronze du skiathlon des Championnats dumonde moins de 23ans 2014 à Val di Fiemme.
| Épreuve / Édition          | Sprint | Sprint    | 5 km                     | 5 km      | Poursuite Skiathlon  | Relais |
| Épreuve / Édition          | libre  | classique | libre                    | classique | Poursuite Skiathlon  | Relais |
| Mondiaux 2010 Hinterzarten |        |           |                          | 18e       | 24e                  |        |
| Mondiaux 2011 Otepää       |        |           | 34e                      |           | 18e                  | 12e    |
| Mondiaux 2012 Erzurum      |        |           |                          | 11e       | 6e                   | 7e     |
| Mondiaux 2013 Liberec      |        |           | Médaille d'argent, monde |           | Médaille d'or, monde | 5e     |

| Épreuve / Édition           | 10 km | 10 km     | Poursuite Skiathlon       |
| Épreuve / Édition           | libre | classique | Poursuite Skiathlon       |
| Mondiaux 2014 Val di Fiemme |       | 9e        | Médaille de bronze, monde |

### Championnats d'Autriche
- Championne du 5 kilomètres en 2014.
- Championne du quinze kilomètres libre en 2015.
- Championne du 5 kilomètres classique et de la poursuite en 2016.
- Championne du quinze kilomètres libre en 2017.
- Championne du dix kilomètres classique et du quinze kilomètres libre en 2019.